# Иоанн IV (митрополит Киевский)
Митрополит Иоанн IV (ум. в 1166 году) — митрополит Киевский и всея Руси в 1164—1166 годах.
Он был одним из первых, величавшихся титулом митрополита «всея Руси». После преодоления церковного раскола Иоанн IV был вторым после Феодора киевским митрополитом, распространившим свою юрисдикцию де-факто на «всю Русь».
После смерти Феодора в июне 1163 года, когда обсуждался вопрос о его преемнике, шла речь и о повторном поставлении Клима. Сторонник такого решения киевский князь Ростислав Мстиславич отправил весной 1164 году в Константинополь посольство, чтобы склонить на свою сторону императора Мануила I Комнина. Но весть о планируемом восстановлении Клима достигла берегов Босфора ещё раньше; здесь, не теряя времени, поставили в митрополиты Иоанна IV и вместе с императорским посольством отправили его на Русь. В Олешье близ устья Днепра произошла неожиданная встреча обоих посольств, после чего они вместе двинулись в Киев.
В Киев Иоанн IV прибыл в 1164 году, но великий князь Ростислав Мстиславич велел ему возвратиться и принял только после долгих убеждений со стороны византийского императора.
В 1165 году Иоанн IV возвёл новгородского епископа Иоанна в сан архиепископа, который сохранялся за последующими новгородскими владыками.
Отмечают, что митрополит Иоанн IV был известен учёностью и мудростью. Он вёл переписку с римским папою Александром III и убеждал последнего обратиться к древнему благочестию и воссоединиться с восточной Православной церковью.
Умер в 1166 году.